# Віденські вежі-близнюки
Віденська вежа-близнюк — комплекс будівель у міському районі Вінерберг Сіті Інзерсдорф-Штадт у 10-му районі Фаворитен у Відні. Він розташований на гребні Вінерберга, на вулиці Вінербергштрассе, а також поблизу вулиці Трістерштрассе. Разом з будівлею WBS7-9 комплекс будівель є частиною нерухомості myhive на Вінерберзі (колишній Business Park Vienna).

## Історія
Подвійна будівля є найвищою будівлею в цьому новому кварталі забудови, в якому знаходиться ряд житлових і офісних будівель. Будівництво розпочалося у 1999 році та було завершено у 2001 році. Вежа має 35 (надземних) поверхів і офісні приміщення площею понад 100 000 квадратних метрів. Вежа складається з двох половин, розташованих під тупим кутом одна до одної, висотою 138 і 127 метрів відповідно, з'єднаних між собою кількома мостами. Архітектором є Массіміліано Фуксас, а будівництво фінансували Wienerberger Baustoffindustrie AG та Immofinanz Immobilien Anlagen AG. У будівлі знаходиться, серед іншого, конференц-центр Twelve, найвищий у Відні простір для проведення заходів ThirtyFive на 35-му поверсі, а також кінотеатр Cineplexx з десятьма залами, різноманітні кафе, ресторани та фітнес-студія. Близько 50 компаній з різних секторів є орендарями будівель, серед яких девелопери Immofinanz і Wienerberger, а також компанії Böhringer Ingelheim, Vaillant і Grohe. Три підземні паркінги пропонують 2 000 паркувальних місць.
Віденська вежа-близнюк розташована на південь від центру Відня, поруч із зоною відпочинку Вінерберг, де, серед іншого, можна знайти поле для гольфу.Були також критичні голоси щодо процесів планування віденських веж-близнюків. У своїй книзі «Хто будує Відень» містобудівник Рейнхард Зайс критикував, серед іншого, недостатній зв'язок проєкту з громадським транспортом і домінування інтересів інвесторів.

## Сходи бізнес-парку Відень
З 2010 по 2012 рік у Бізнес-парку Відня щорічно проводився «Пробіг по сходах Business Park Vienna». У ньому брали участь учасники з 16 країн у віці від 11 до 64 років. Учасники долали 130 метрів висоти, 34 поверхи та 680 сходинок. Фініш був на 35-му поверсі. Забіг проходив у різних категоріях, у 2011 році це були Iron Challenge, Classic та Relay Challenge.

## Технічні показники
- Висота: 138 або 127 м
- 35 поверхів
- 27 ліфтів
- Понад 230 000 м² корисної площі
- Офісні приміщення площею 120 000 м²
- 11 000 м² гастрономії та магазинів
- Кінотеатр і розваги площею 7500 м²
- Готель площею 7300 м²
- Конференц-центр: 1250 м²
- Підземний паркінг: 2000 паркомісць

## Галерея

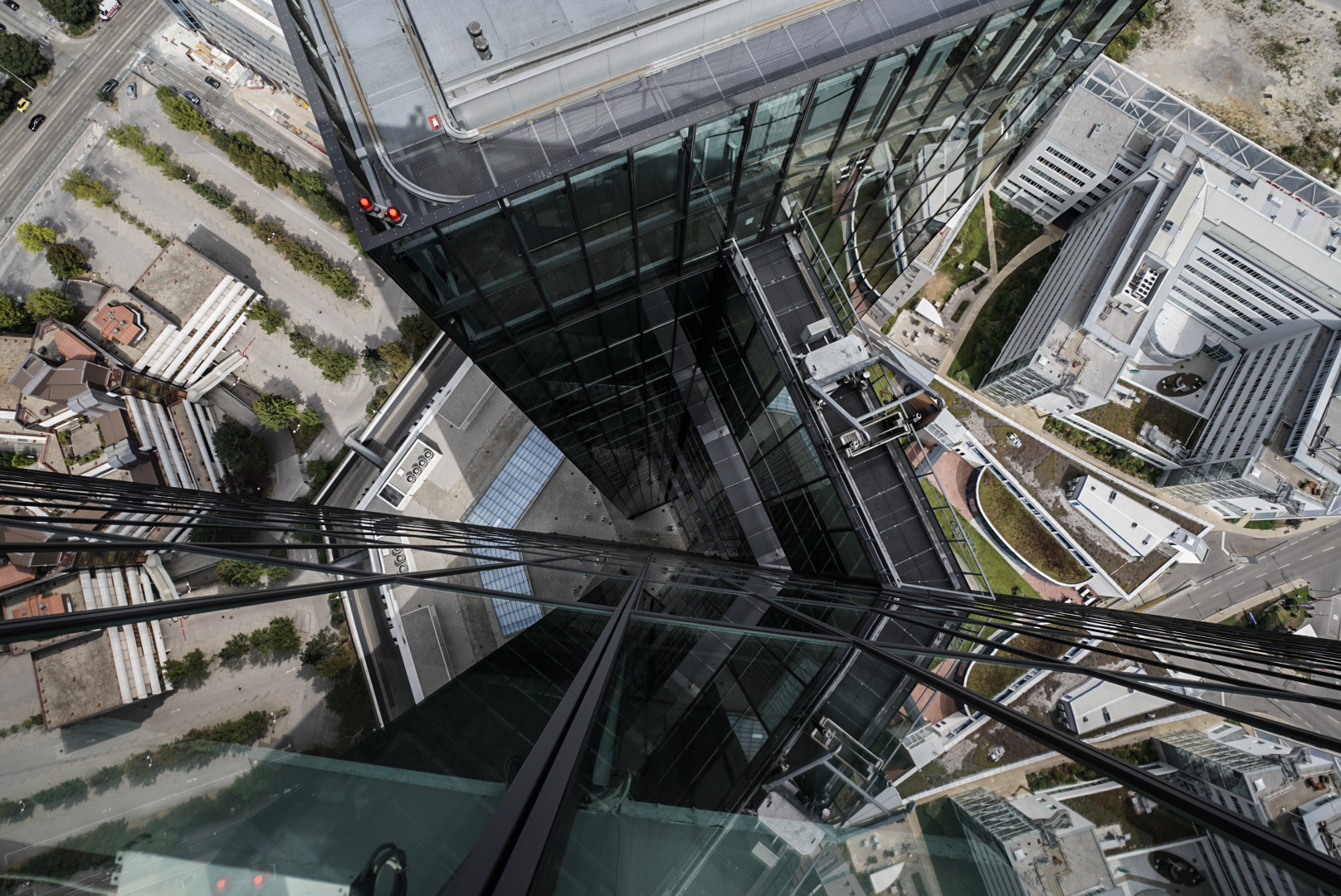
Вертикальний вид вниз з вищої вежі-близнюка.
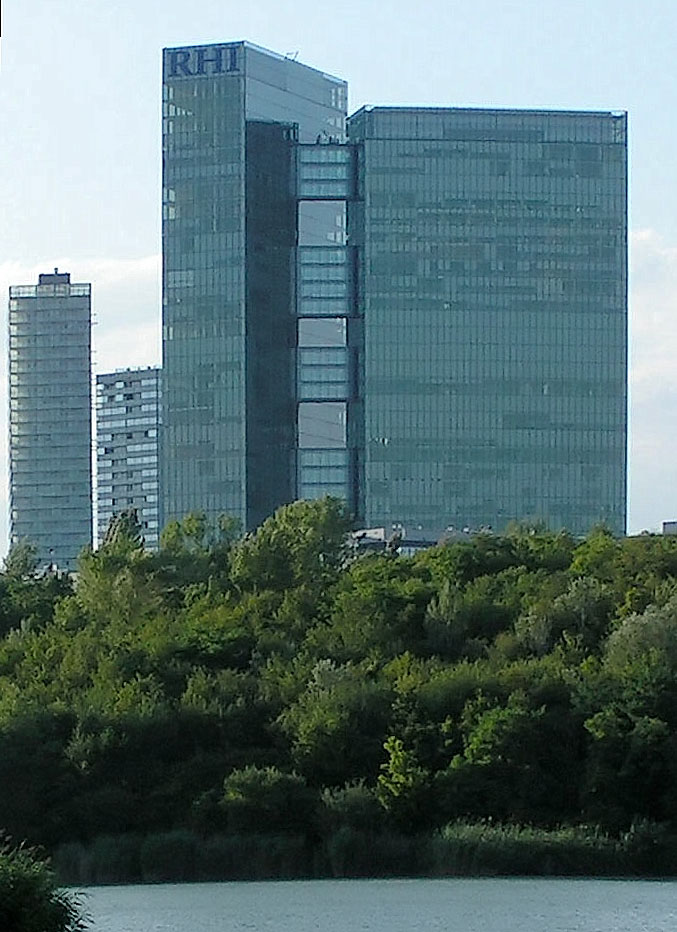
З'єднувальні переходи між двома вежами
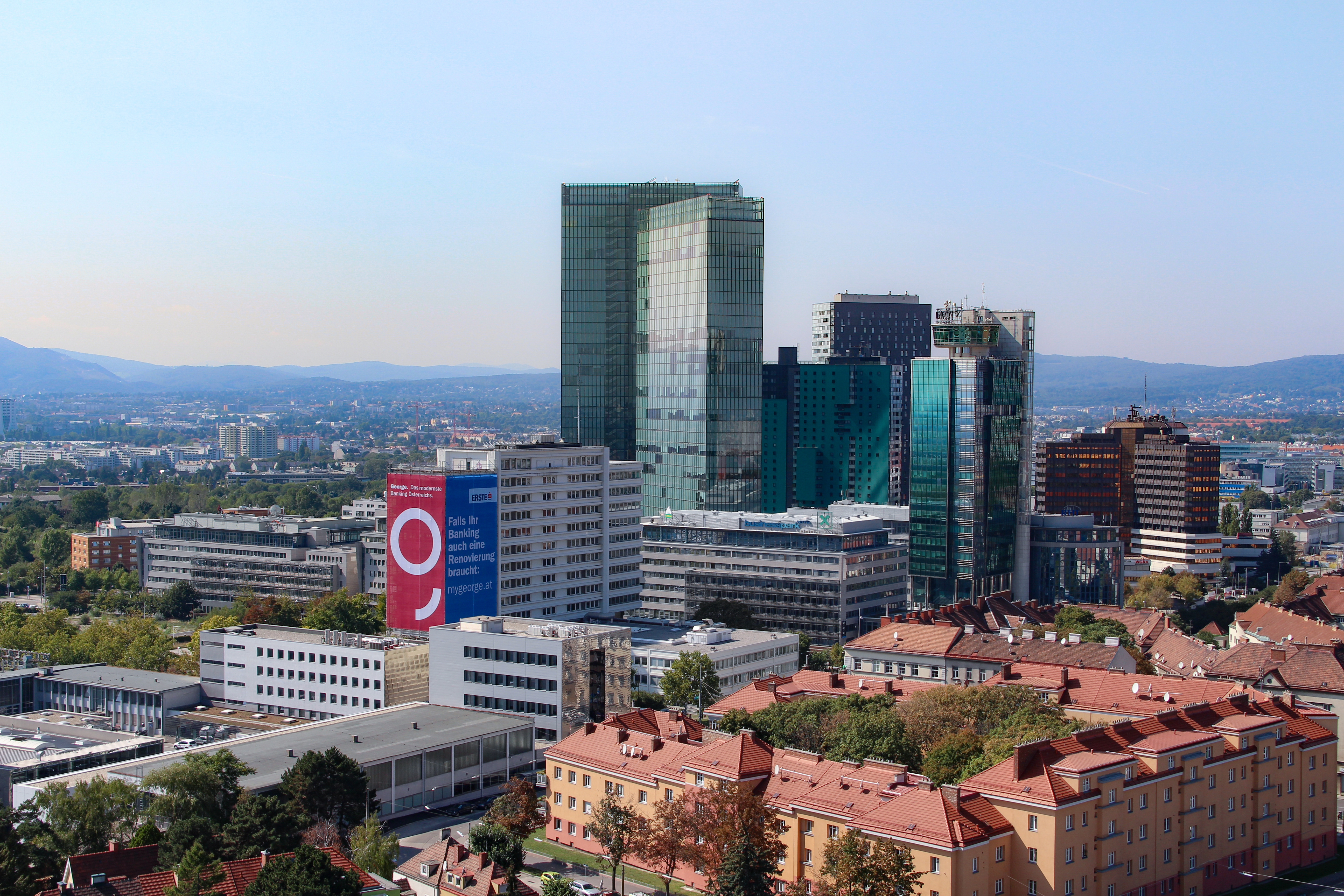
Вежа-близнюк та навколишнє місто Вінерберг
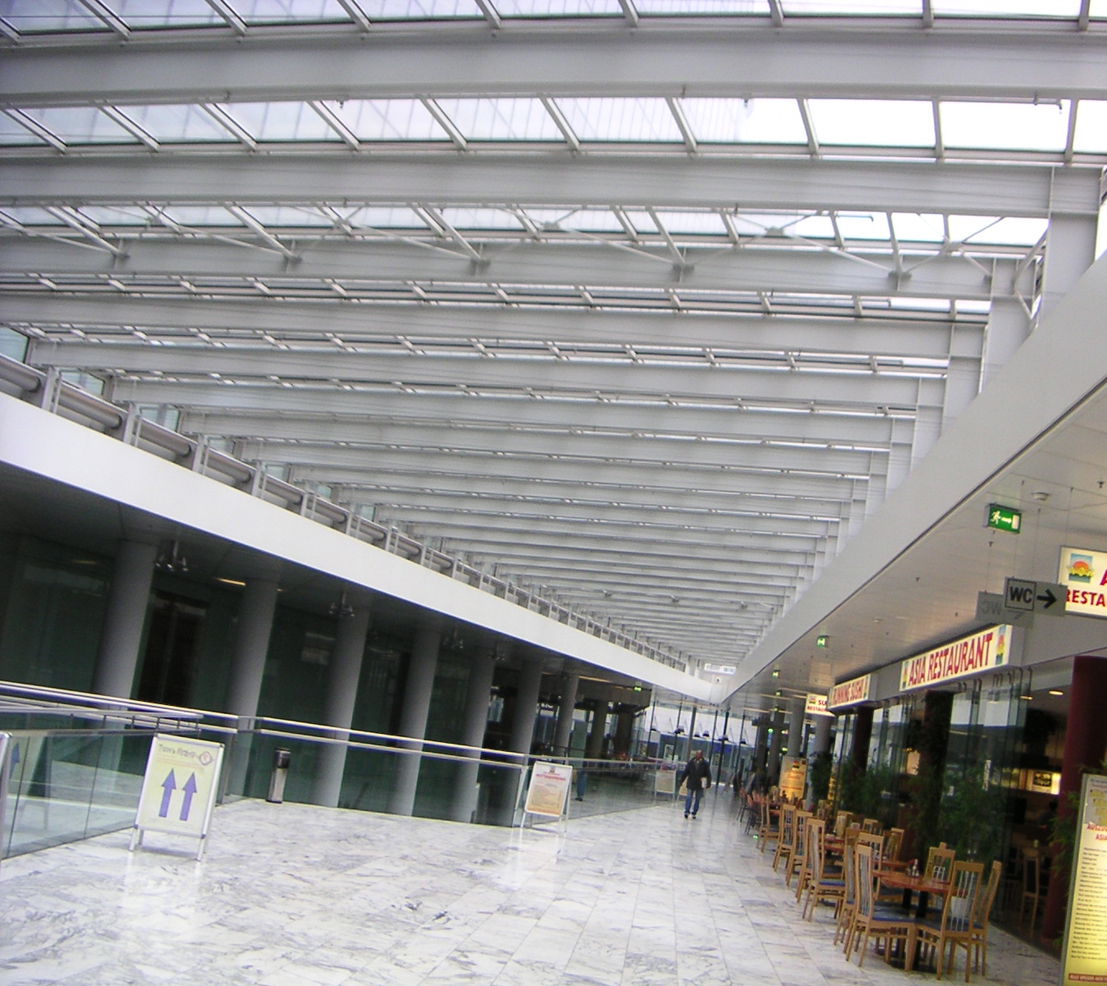
Конструкція стелі, погляд на північ (2005)
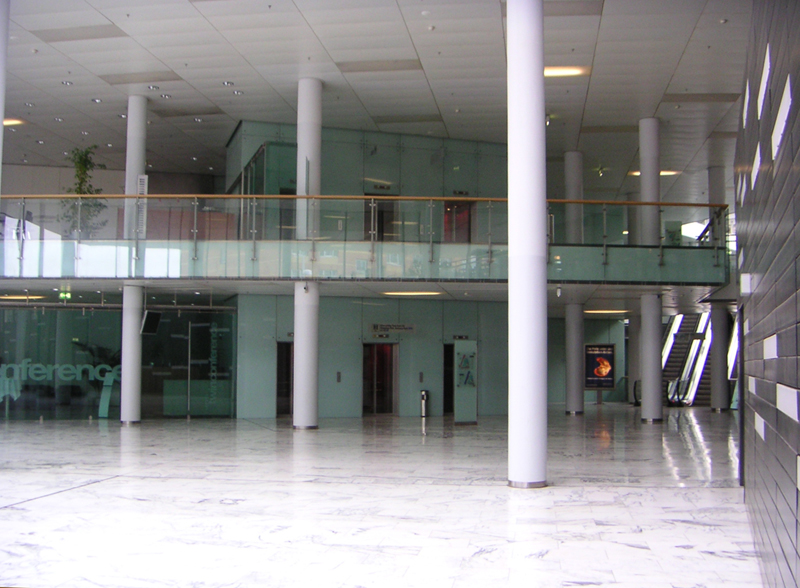
Вхідний хол з півдня з конференц-залом
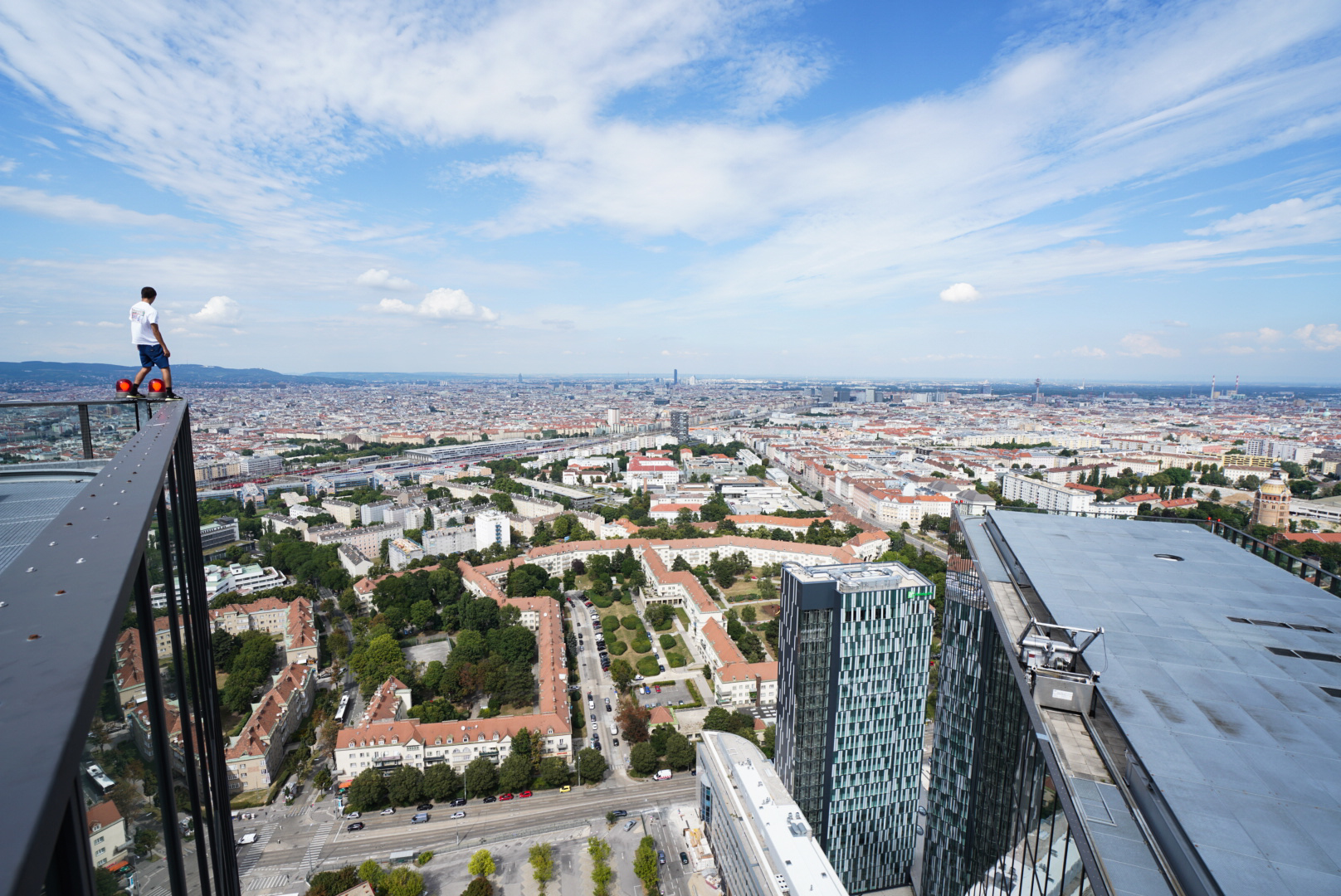
На краю даху вежі-близнюка стоїть руфтоппер

## Вебпосилання
- Офіційний сайт Business Park Vienna
- Eintrag über Vienna Twin Towers
- Vienna Twin Towers
- Віденська вежа-близнюк Reflex Scenery